# Josef Daser
Josef Daser (* 1965) ist ein deutscher Schauspieler, Regisseur und Autor.

## Leben und Wirken
Josef Daser absolvierte eine Ausbildung in der Baubranche und arbeitete später als Logistik-Mitarbeiter in einem Farbengeschäft. Er ist Gründungs- und Ensemblemitglied des seit 1985 bestehenden bayerischen Volkstheaters Neuwirtbühne Großweil.  Von 1993 bis 1998 war er u. a. Mitglied der von Georg Maier geleiteten Iberl Bühne in München-Solln. In der Zeit zwischen 2005 und 2012 wirkte er mehrfach als Darsteller im Kultursommer Garmisch-Partenkirchen in Produktionen wie Magdalena, Der Meineidbauer, Der Bayerische Jedermann, Schlafes Bruder sowie Der Talisman an der Seite von Sebastian Bezzel und Johanna Christine Gehlen . Seit 2009 stellt er in unterschiedlichsten Inszenierungen wie Der Kutscher und sein Kini und König-Ludwig Diner den bayerischen König Ludwig II. dar.
Zudem wirkte Daser in Filmen wie dem Alpenkrimi Föhnlage, Nanga Parbat von Josef Vilsmaier und bei der BR-Produktion Dahoam is Dahoam mit. Im Komödienstadel spielte Daser 2019 eine Hauptrolle in Der Unschuldsengel und 2022 in Das Orakel von Ramersdorf.
Er verfasst außerdem Theaterstücke für die Bühne und führt Regie, unter anderem für das Freie Theater Murnau.

## Veröffentlichungen
Bühnenstücke
- Enstadtion. Komödie in 3 Akten (2004), Mundartverlag, Aßling
- Schwuhplattler – ein gar (un)moralisches Volksstück in 3 Akten (2013), Mundartverlag, Aßling
- Der Kutscher und sein Kini – eine historische Komödie (2014), Wilhelm-Köhler-Verlag München
- Schihüttn Zuaschüttn (2016)
- Wechselspui. Komödie (2018), Wilhelm-Köhler-Verlag München
- Seppedoni. Kindertheater (2021)